# Montsec d'Ares
El Montsec d'Ares és el sector central de la Serra del Montsec, que separa la Conca de Tremp, al Pallars Jussà, de la vall d'Àger, a la Noguera. El seu punt més alt és Sant Alís a 1.676 msnm. Està compresa entre els rius Noguera Pallaresa i la Ribagorçana, que excaven els congostos dels Terradets i de Mont-rebei, respectivament, i el separen del Montsec de Rúbies (a l'est) i del Montsec d'Estall (a l'oest). Ocupa uns 20 km de llarg per 10 d'ample, i té una altitud sostinguda entre els 1.500 i els 1.650 m.

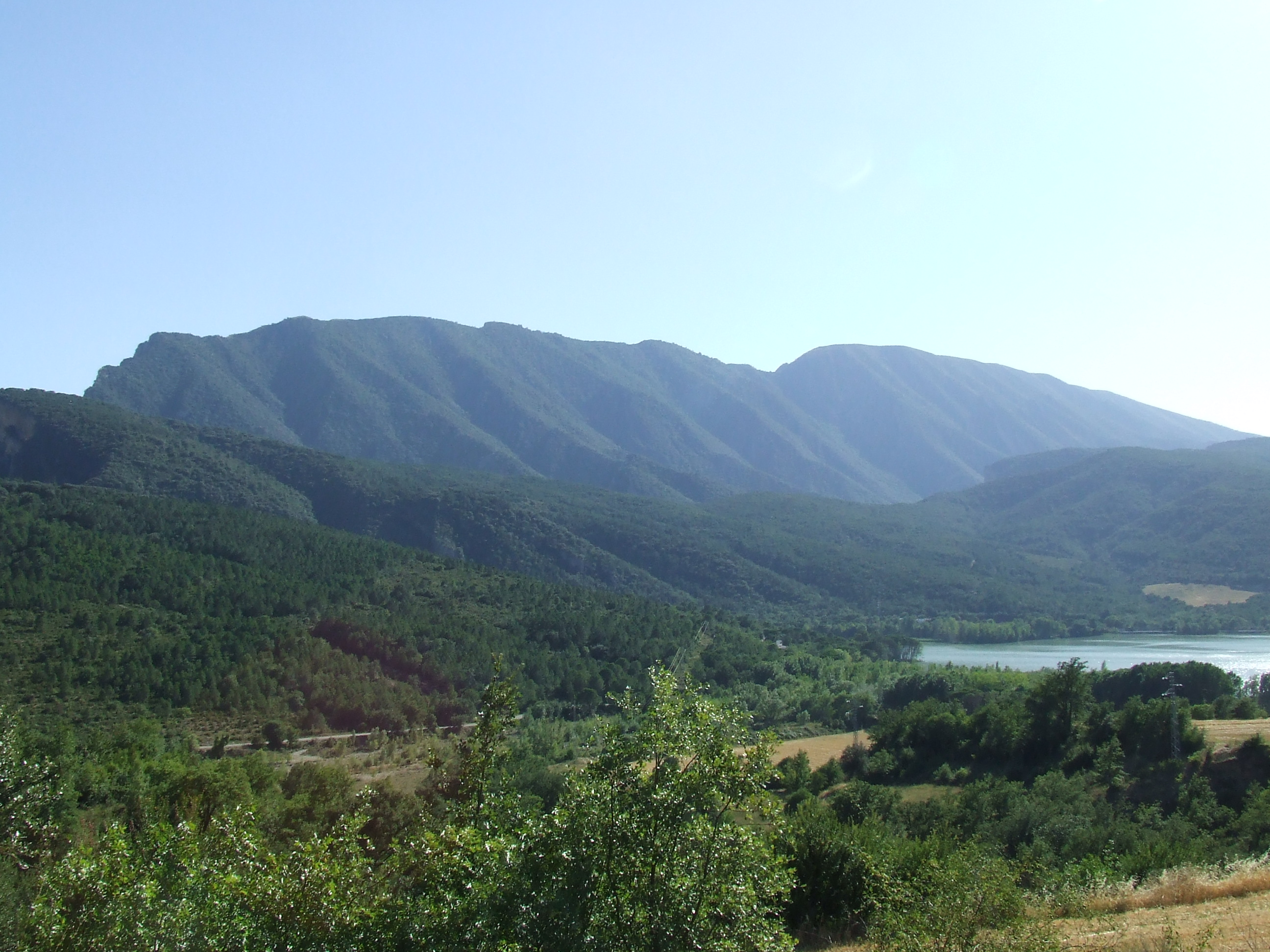
El Montsec d'Ares des de Llimiana

El Montsec d'Ares té més de 180 coves i cavitats amb forts desnivells, guarda al seu sòl importants jaciments fossilífers. El vessant nord del Montsec d'Ares, ja a la comarca del Pallars Jussà, destaca per la important presència de patrimoni arquitectònic medieval visible en el terme de Sant Esteve de la Sarga, com Alsamora i Castell de Mur.
El vol lliure té un ampli espai reservat a la vall d'Àger, i ben a prop, a Corçà, un petit embarcador ens convida a visitar el pantà amb canoes. La qualitat del cel del Montsec ha fet realitat la presència del Parc Astronòmic Montsec, a prop d'Àger, un espai que permet l'apropament del visitant al cel, la natura i la història del Montsec.

## Vegeu també

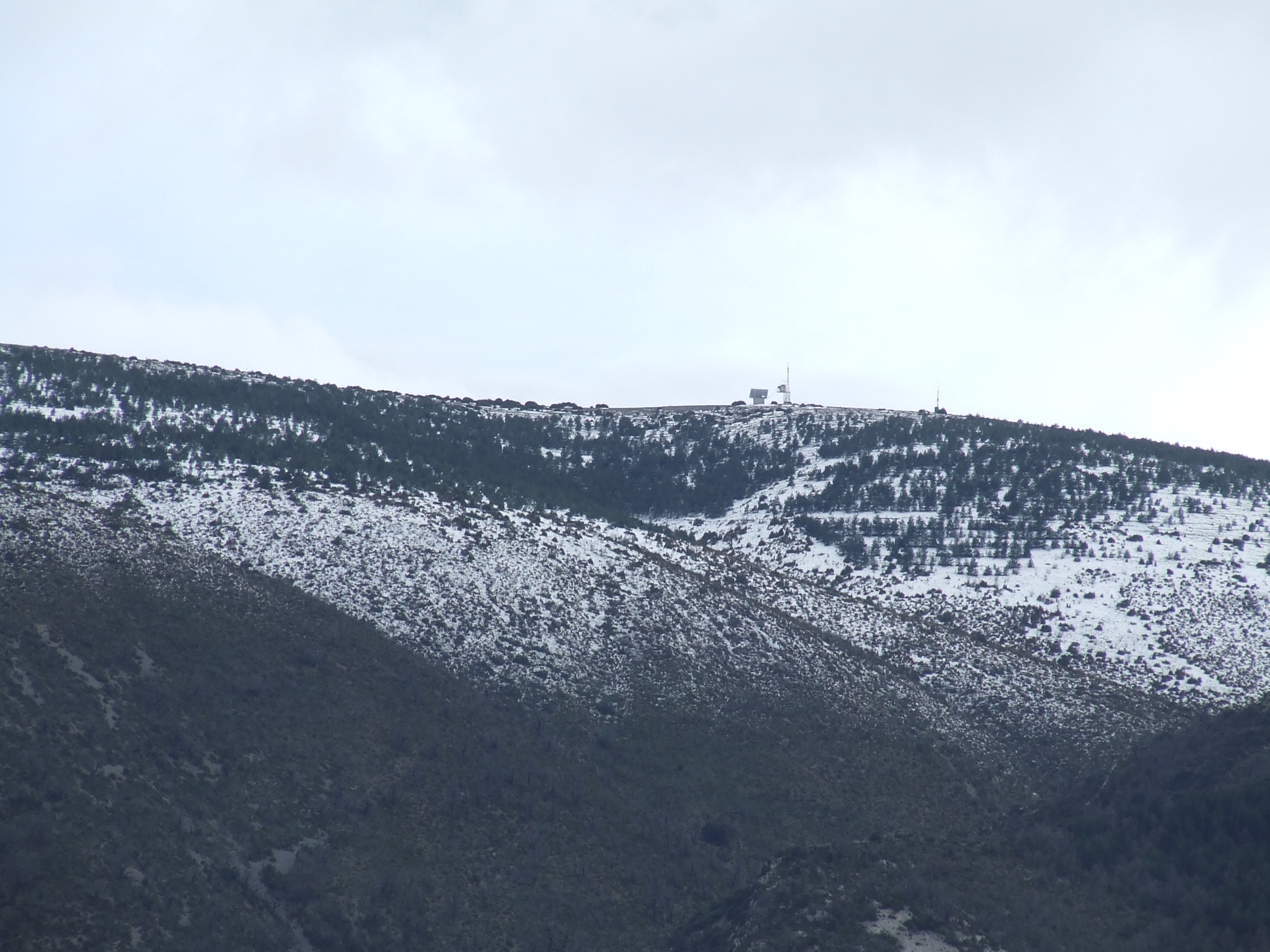
L'Observatori Astronòmic del Montsec (OAdM) des de Sant Esteve de la Sarga